# Bolko von Hochberg

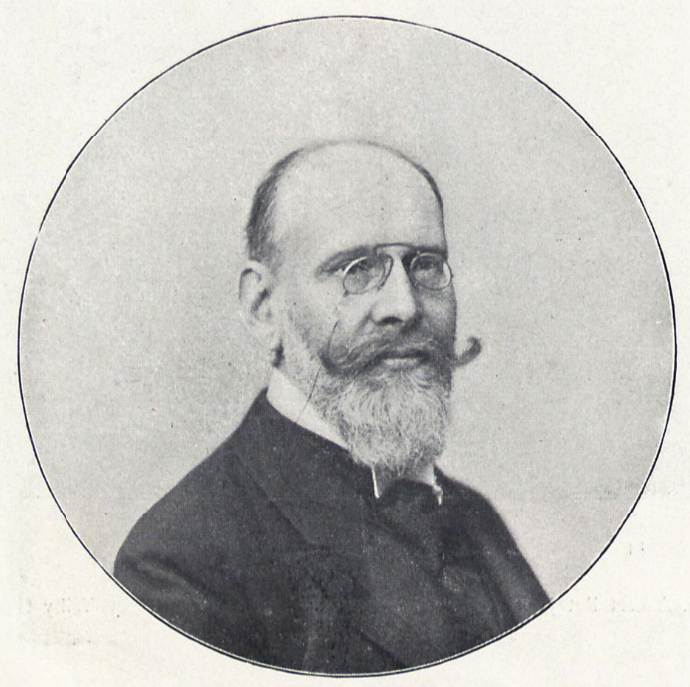
Bolko von Hochberg omstreeks 1903

Bolko von Hochberg, formeel "Hans Heinrich XIV Reichsgraf von Hochberg-Pleß" (23 januari 1843 in Schloss Fürstenstein bij Waldenburg het huidige Wałbrzych - 1 december 1926 in Bad Salzbrunn) was een Duits diplomaat, intendant en componist.

## Biografie
Hochberg was de jongste zoon van Hans Heinrich X. von Hochberg, Fürst von Pleß en Ida von Stechow-Kotzen. Hij bezocht het Maria-Magdalenen-Gymnasium in Breslau en studeerde in Berlijn en Bonn. Als diplomaat werkte hij in Sint-Petersburg.
Bolko von Hochberg wijdde zich aan de muziek. Hij schreef een opera, een "singspiel", twee symfonieën en kamermuziek. Hij maakte de begeleidende muziek bij veel liederen en koorwerken. Van 1856 tot 1926 was hij dirigent bij het jaarlijkse Schlesische Musikfest in Görlitz. Hij woonde sinds 1870 op het door hem gerestaureerde Slot Rohnstock in Silezië en was zelf de grootste sponsor van de muziekfeesten.
Bolko von Hochberg had een progressieve smaak. Hij engageerde als "General-Intendant der königlichen Schauspiele" de toonaangevende componist Richard Strauss in 1898 voor de Staatsoper Unter den Linden. Als intendant en hoveling was Bolko von Hochberg na 1888 onderworpen aan het gezag van Keizer Wilhelm II die meende dat hij overal verstand van had, ook van muziek. Aan het conservatieve Pruisische hof vielen de muziek van Strauß, de ensceneringen en de libretti niet in de smaak. In 1902 kwam het tot een schandaal en Bolko von Hochberg nam ontslag.
Op zijn kasteel wijdde v. Hochberg zich verder aan de muziek. De Pruisische koning benoemde Bolko von Hochberg in 1900 tot drager van de Eerste Klasse in de Orde van de Rode Adelaar.In 1910 werd hij Ereburger van Görlitz en in 1913 kreeg hij de titel van "Königlich Preußisch Professor". De Duitse bevolking van Silezië werd na 1945 verjaagd en ook de partituren van Bolko von Hochberg raakten verstrooid. Zijn achterkleinzoon Peter Graf von Hochberg en de pianist en dirigent Michael Collins hebben het werk weer verzameld en de liederen gedeeltelijk op cd uitgegeven.

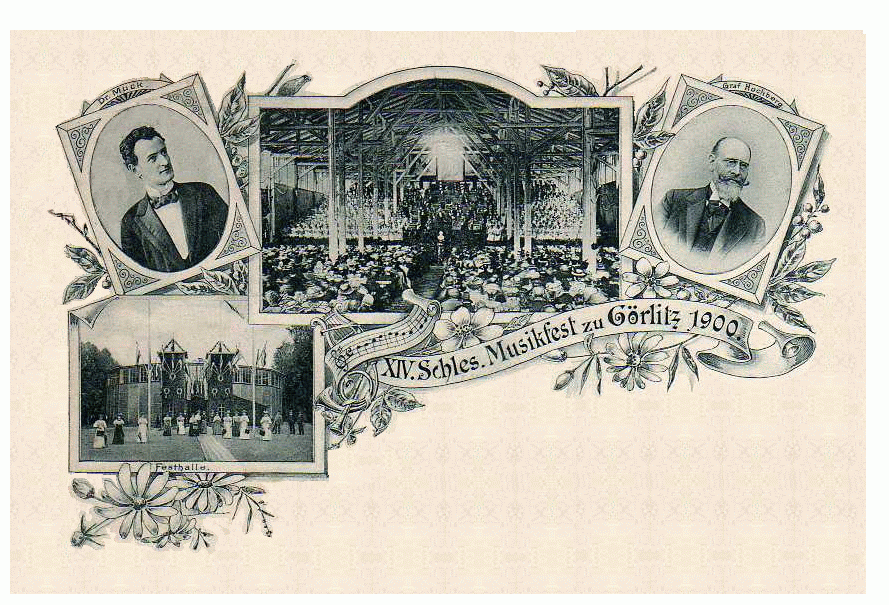
Ansichtkaart van de Festspiele in Görlitz met portret van Bolko von Hochberg

## Werk
- Het Singspiel Claudine von Villa bella.
- De opera Die Falkensteiner 1876.
- Koorwerken
- Kamermuziek
- Liederen

Met andere intendanten en regisseurs waaronder Theodor Siebs bevorderde Bolko von Hochberg in 1898 het vastleggen van een gestandaardiseerde "Deutsche Bühnenaussprache".